# Ciprusi Török Szövetségi Állam
A Ciprusi Török Szövetségi Állam (törökül: Kıbrıs Türk Federe Devleti) 1975-től 1983-ig Ciprusnak a Törökország által megszállva tartott északi részén kialakított protektorátus volt, amelyből később az Észak-ciprusi Török Köztársaság alakult ki. Egyedül Törökország ismerte el hivatalosan, de az Egyesült Nemzetek Szervezete illegálisnak tartja napjainkig.

## Előzmények
1974. július 15-én Ciprus elnöke, III. Makáriosz ciprusi érsek ellen a ciprusi hadsereg görög tisztjei puccsot hajtottak végre az athéni junta támogatásával, hogy lehetővé váljék Ciprus Görögországgal történő egyesítése. Az esemény teljesen elmérgesítette a görög és török ciprióták közti amúgy is feszült viszonyt, miközben Görögország katonai egységeket küldött a szigetre. A törökországi reakció sem maradt, és napokon belül elindult a sziget megszállása.
Bár a török beavatkozás nyomán nemcsak a puccsista kormány bukott meg Cipruson, de az athéni junta is elvesztette a hatalmát, miközben Makáriosz érsek visszatérhetett hivatalába. Azonban a törökök folytatták az előrenyomulást és további területeket szálltak meg a szigeti északi felén, ahonnan elűzték a többségi görög ciprióta lakosságot. A sziget görög kézen levő részeiből, a szórványban élő török ciprióták északra menekültek.

## Az átmeneti állam létrehozása
A török megszállási zónában a Ciprusi Török Adminisztratív Gyűlés Rauf Denktaş elnökletével összeült 1975. február 13-án és kinyilvánította a terület autonómiáját. Ezzel szemben Kurt Waldheim ENSZ főtitkár, aki 1974. december 25. és december 26. folyamán Cipruson tartózkodott követelte a kétoldalú tárgyalások megkezdését.
A szövetségi állam deklarálását illetően a ciprióta török politikusok hangsúlyozták, hogy mindezt egyfajta első lépésnek szánták egy jövőbeni ciprusi föderatív állam létrehozása érdekében, viszont ezt a lépést az ENSZ és a Ciprusi Köztársaság elutasította. Mindazonáltal az ENSZ biztonsági tanácsa nyilatkozatában, noha nem tekintette törvényesnek a szövetségi állam létrehozását, de nem is nevezte egyoldalúan kikiáltott szeparatista államszervezetnek.
Az 1976-os választásokon a Denktaş vezette Nemzeti Egységpárt nyert a szavazatok 53%-ával és addigra a török ciprióták saját alkotmányt hoztak létre, amit a Denktaş-kormány tovább formált. A következő években a felek próbáltak megegyezésre jutni, azonban a tárgyalások nem jutottak dűlőre. Észak-Cipruson mindinkább erősebb lett a török befolyás. Lényegében a török ciprióta vezetés az ankarai politikához igazította a sajátját, így a térségben már ekkor bábállami szisztéma érvényesült, a gazdaság pedig az ENSZ által meghirdetett embargók hatására a török gazdaság kiszolgáltatottjává vált.
A török befolyás növekedését mutatja, hogy a szövetségi állam vezetése, a török megszállók adminisztrációjával karöltve tömegével telepített be anatóliai törököket Észak-Ciprusra, akik elfoglalták a területről elűzött görög ciprióták ingatlanjait. A lépéssel mind a törökök, mind a Denktaş-kormányzat megszegte a genfi egyezmény azon pontját, amely megtiltja, hogy egy ország az általa megszállt területre saját lakosságát telepítse be. A betelepítések nyomán 35% alá esett az északi területen a török ciprióták aránya és a lakosság többsége ma kis-ázsiai törökökből tevődik össze.
Az elüldözött görög ciprióták kártalanítása a mai napig nem történt meg. A Ciprusi Köztársaság és Görögország illegális bevándorlóknak tekinti nemcsak a megszállást követően a szigetre telepített anatóliai lakosságot, de azoknak a szigeten született utódait is és kitelepítésüket követeli Ciprusról.
1983. november 15-én a ciprusi török kormányzat egyoldalú határozatban, Törökország védőszárnya alatt, kikiáltotta az Észak-ciprusi Török Köztársaságot (előtte egy hónappal már bejelentették a szövetségi állam megszüntetését). Az ENSZ BT 541-es számú határozata viszont kimondja, hogy a köztársaság törvénytelenül alakult meg és csak a görög vezetésű Ciprusi Köztársaság szuverenitását ismerik el a sziget felett. Törökország nyomban elismerte az új államot és elismerésre tett ígéretet Pakisztán és Bangladesh is, de végül nemzetközi nyomásra a két ország elállt ezen szándékától.